# Helina bispina
Helina bispina är en tvåvingeart som beskrevs av Xue, Wang och Tong 2003. Helina bispina ingår i släktet Helina och familjen husflugor. Inga underarter finns listade i Catalogue of Life.